# Kršete
Kršete (olaszul:  Carsette) falu Horvátországban, Isztria megyében. Közigazgatásilag Bujéhoz tartozik.

## Fekvése
Az Isztria északnyugati részén, Umagtól 9 km-re délkeletre, községközpontjától 4 km-re nyugatra, a Bujština területén, az A9-es autóút mellett fekszik.

## Története
A települést 16. és 17. században a Balkánról, főként Dalmáciából érkezett földműves családokkal népesítették be. 1797-ben a napóleoni háborúk következtében megszűnt a Velencei Köztársaság és az Isztriával együtt a település is Habsburg uralom alá került. 1805-ben Napóleon a francia fennhatóság alatt álló Illír provincia részévé tette. Napóleon bukása után 1813-ban az egész Isztriával együtt ismét a Habsburg birodalom részévé vált és maradt 1918-ig. 1857-ben 246, 1910-ben 272 lakosa volt.
Az első világháború után a rapallói szerződés értelmében Isztria az Olasz Királysághoz került. 1943-ban az olasz kapitulációt követően német megszállás alá került, mely 1945-ig tartott. A második világháború után a párizsi békeszerződés értelmében Jugoszlávia része lett, de 1954-ig különleges igazgatási területként átmenetileg a Trieszti B zónához tartozott és csak ezután lépett érvénybe a jugoszláv polgári közigazgatás. A település Jugoszlávia felbomlása után 1991-ben a független Horvátország része lett. 1993-ban újraalakították a történelmi Buje községet. 2011-ben 125 lakosa volt. Lakói mezőgazdasággal, ezen belül főként szőlő, olajbogyó, búza és kukorica termesztéssel, valamint állattartással foglalkoznak.

## Nevezetességei
A falu közepén álló Szent Péter és Pál apostolok tiszteletére szentelt plébániatemploma a 16. században épült, 1885-ben restaurálták. Egyhajós épület, északi oldalán sekrestyével. Bejárata a nyugati oldalon van. A nyugati homlokzat felett alacsony nyitott harangtorony emelkedik, de már nem használják és üresen áll, mert 1932-ben a szentély mögé keleti oldalra új, 15 méter magas pártázatos harangtornyot építettek. A templom északi falába régi sírkövet falaztak be.

## Lakosság
| Lakosság változása | Lakosság változása | Lakosság változása | Lakosság változása | Lakosság változása | Lakosság változása | Lakosság változása | Lakosság változása | Lakosság változása | Lakosság változása | Lakosság változása | Lakosság változása | Lakosság változása | Lakosság változása | Lakosság változása | Lakosság változása |
| ------------------ | ------------------ | ------------------ | ------------------ | ------------------ | ------------------ | ------------------ | ------------------ | ------------------ | ------------------ | ------------------ | ------------------ | ------------------ | ------------------ | ------------------ | ------------------ |
| 1857               | 1869               | 1880               | 1890               | 1900               | 1910               | 1921               | 1931               | 1948               | 1953               | 1961               | 1971               | 1981               | 1991               | 2001               | 2011               |
| 246                | 261                | 177                | 186                | 268                | 272                | 500                | 560                | 268                | 184                | 185                | 144                | 141                | 143                | 136                | 125                |